# Ashima Shiraishi
Ashima Shiraishi (Nova York, 3 d'abril de 2001) és una escaladora estatunidenca. Va començar a escalar amb el seu pare als sis anys a la Rat Rock de Central Park. En pocs anys es va convertir en una de les millors escaladores de búlder i esportives del món. Els seus èxits inclouen primers llocs en competicions internacionals, diverses primeres ascensions femenines i ascensions més joves i diversos patrocinis corporatius. Ha aparegut en curtmetratges documentals i és la protagonista del curtmetratge documental Return to the Red (2012).
The New York Times l'ha descrit com un «fenomen del bulder». Outside Magazine l'ha descrit com una «jove trituradora». Als 13 anys es va convertir en la persona més jove i la segona dona a escalar una ruta esportiva amb un grau de dificultat de 5.14d / 5.15a (9a / 9a+). El 2016 va aconseguir el segon ascens del V15 (8c) Horizon al Mont Hiei, al Japó, i es va convertir en la primera escaladora femenina a escalar aquest grau.

## Biografia
Shiraishi va néixer a Nova York el 3 d'abril de 2001. És l'única filla de Tsuya i Hisatoshi Shiraishi, que van emigrar el 1978 del Japó a Nova York. El seu pare, Hisatoshi «Poppo» Shiraishi, va ser entrenat com a ballarí en el butō. Quan tenia 6 anys, els seus pares la van portar a Central Park i hi va descobrir la Rat Rock, on es va iniciar en l'escalada, i més tard va començar a entrenar al Brooklyn Boulders Gowanus, a Brooklyn.
Va començar a competir als 7 anys, el 2008, amb l'entrenador Obe Carrion. La seva col·laboració va acabar el 2012, en part a causa de les tensions i desacords entre Carrion i el pare de Shiraishi (que és el seu entrenador des de llavors).
Shiraishi va obtenir notorietat per fer escalada en bloc a un nivell molt alt des de ben jove. Als 8 anys va escalar el clàssic búlder Power of Silence (V10), a Buit Tanks, Texas. Als 9 anys, va escalar Chablanke (V11 / 12) i Roger in the Shower (V11) a Buit Tanks, i altres búlders difícils. Als 10 anys, va escalar la notòria Crown of Aragorn (V13) d'Ethan Pringle també a Buit Tanks. És la persona més jove que ha escalat aquest grau, i una de les poques escaladores que escalen un V13 confirmat.
També s'ha destacat en escalada esportiva. Als 11 anys, l'octubre de 2012, va escalar Southern Smoke a Red River Gorge, una escalada esportiva de grau 5.14c (8c+), convertint-se en la persona més jove en escalar una ruta d'aquesta dificultat.
El 2013, Shiraishi va continuar destacant tant en búlder com en escalada esportiva, afegint a la seva llista un 5.14a (Slow Food a Céüse), dos V13 més (One Summer in Paradise i Automator) i finalment dos 5.14c (24 Karats i 50 Words for Pump). El juliol de 2014 va escalar el que podria ser el seu primer V14, Golden Shadow, tanmateix hi ha qui considera que Golden Shadow és V13 o V13 / V14. Va ser la segona escaladora oficialment registrada (després de Tomoko Ogawa) a escalar amb èxit un V14. El primer dia de 2015 va escalar el seu segon V14 (V13 / V14), The Swarm, essent la primera escalada femenina.
Als 13 anys, Shiraishi va escalar el seu primer 5.14d (9a), Open Your Mind Direct a Santa Linya. Es pensava que la ruta era més dura mentre Shirashi ho intentava, perquè uns mesos abans s'havia trencat una assegurança prop del cim. No obstant això, el dia de Nadal de 2015 Edu Marín va escalar la ruta superant el punt final de Shirisha fins al segon cim i va confirmar la ruta com 5.14d (9a). En aquest mateix viatge, Shiraishi va ascendir Ciudad de Dios, convertint-se en l'atleta més jove a escalar 5.14d/5.15a (9a / 9a+) i la segona escaladora a escalar a aquest nivell. La ruta ha estat escalada per altres 6 atletes, però encara no hi ha un consens definitiu sobre si la qualificació és 5.14d o 5.15a.
El 2015, 2016 i 2017, Shiraishi va guanyar els Campionats Mundials Juvenils de la IFSC tant en escalada esportiva com en escalada en bloc en la categoria femenina Juvenil B. El març de 2016, als 14 anys, va escalar Horizon (8C / V15), essent la segona persona en fer-ho. A més, amb aquest èxit es va convertir en la primera dona escaladora i en la persona més jove a escalar aquest grau de búlder. Uns mesos més tard, va escalar Sleepy Rave, un altre V15 / V14, al Parc Nacional Grampians, a Austràlia. 
El 2017, va ser la guanyadora en la categoria d'esports femenins al Campionat Nacional d'Escalada Esportiva i de Velocitat dels EUA. celebrats a Denver, i es va situar en segon lloc en els Nacionals d'Escalada en Búlder dels EUA, després de la 10 vegades campiona Alex Puccio. En el mateix any, va començar a competir en la Copa del Món d'Escalada com a adulta.

## Resultats

### Campionats Mundials d'Escalada
Juvenil
| Disciplina | 2015 Juvenil B | 2016 Juvenil B | 2017 Juvenil A |
| ---------- | -------------- | -------------- | -------------- |
| Esportiva  | 1              | 1              | 1              |
| Bulder     | 1              | 1              | 1              |
| Velocitat  | -              | -              | 28             |
| Combinat   | -              | -              | 2              |

## Ascensos notables

### Escalada en bloc
8C:
- Horizon - 2015 
- Sleepy Rave - 2016

8B+:
- Phenomena - 2015 
- Nuclear War - 2015 
- Golden Shadow - 2014

8B:
- Mana - 2016 
- Terre de Sienne - 2015 
- The Swarm - 2015
- Blood Meridian - 2014 
- Beta Move - 2014 
- The Automator - 2013 
- One Summer in Paradise - 2013 
- Fragile Steps - 2012 
- Steady Plums Direct - 2012 
- Crown of Aragorn - 2012

### Escalada esportiva
9a o 9a + (5.14d o 5.15a):
- Ciudad de Dios - 23 de març de 2015 - Primera ascensió femenina.

9a (5.14d):
- Open Your Mind Direct - 17 de març de 2015 - Primera ascensió femenina.

8c+ (5.14c):  
- Southern Smoke - setembre de 2012 
- Lucifer - setembre de 2012 
- 24 Karats - octubre de 2013 
- 50 Words for Pump - octubre de 2013 
- La Fabela - març de 2014 - Primera ascensió femenina.

8c:
- Digital system - març de 2014 
- Rollito Sharma extension - març de 2014